# Methone (Mond)
Methone (auch Saturn XXXII) ist der elfte und einer der kleinsten der 274 bekannten Monde des Planeten Saturn. Ihre Umlaufbahn liegt zwischen denen der großen Monde Mimas und Enceladus und die Monde dieses Abschnitts, zu dem auch Anthe und Pallene gehören, werden die Alkyoniden-Gruppe genannt.

## Entdeckung
Methone wurde am 16. August 2004 von dem Astronomen Sébastien Charnoz zusammen mit Pallene auf fotografischen Aufnahmen vom 1. Juni 2004 der Raumsonde Cassini-Huygens entdeckt. Charnoz ist Mitarbeiter des wissenschaftlichen Teams (Leiterin Carolyn C. Porco, Charnoz, André Brahic und Luke Dones) von Cassini-Huygens und arbeitet an der Universität von Paris. Da es sich bei den kleineren, bislang nicht entdeckten Monden um äußerst lichtschwache Objekte handelt, hatte die Sonde Cassini 75 Paare von langbelichteten Aufnahmen um den Saturn herum gemacht. Charnoz ließ die Aufnahmen mittels einer von ihm entwickelten Software untersuchen. Dabei fand er die Monde Methone und Pallene. Charnoz berichtet: „Ich hatte bereits wochenlang in meinem Pariser Büro nach solchen Objekten gesucht, aber erst als ich während eines Urlaubes mein Laptop benutzte, wurde ich fündig. Das sagte mir, dass ich mehr Urlaub nehmen sollte.“
Möglicherweise wurde Methone bereits in den 1980er Jahren von der Raumsonde Voyager 2 beobachtet. Damals erhielt er die Bezeichnung S/1981 S14. Es ist allerdings möglich, dass es sich bei dem beobachteten Mond um Pallene gehandelt hat.
Methone erhielt zunächst die vorläufige Bezeichnung S/2004 S 1. Am 21. Januar 2005 wurde der Mond dann nach einer der sieben Töchter des Giganten Alkyoneus aus der griechischen Mythologie benannt (Alkyoniden). Alkyoneus war ein Sohn von Gaia und dem Blut von Uranos. Der Gigant kam im Gigantenkampf durch Herakles ums Leben. Methone und ihre sechs Schwestern (darunter Anthe und Pallene) waren über den Tod des Vaters so in Trauer, dass sie sich vom kanasträischen Vorgebirge ins Meer hinab stürzten. Aber aus Mitleid rettete ihnen die Okeanide (oder Nereide) Amphitrite das Leben und verwandelte sie in Eisvögel.

## Bahneigenschaften

Animation der Umlaufbahn von Methone

### Umlaufbahn

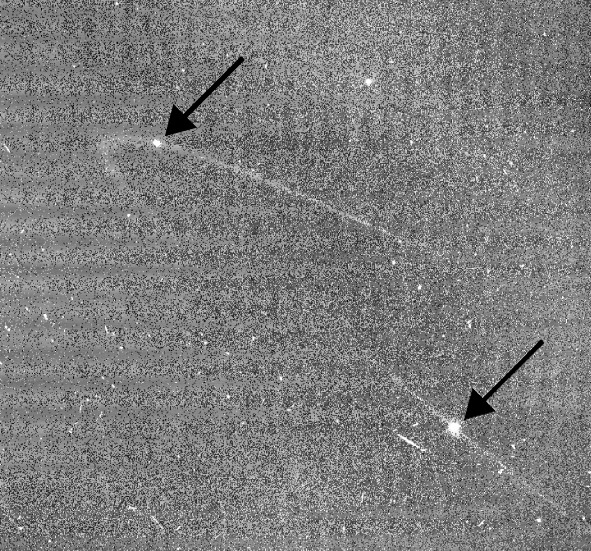
Die Ringbögen von Anthe (oben links) und Methone (unten rechts), Cassini, 29. Oktober 2007.

Methone umkreist Saturn auf einer prograden, fast perfekt kreisförmigen Umlaufbahn in einem mittleren Abstand von 194.440 km (ca. 3,226 Saturnradien) von dessen Zentrum, also etwa 134.172 km über dessen Wolkenobergrenze. Die Bahnexzentrizität beträgt 0,0001, die Bahn ist 0,007° gegenüber dem Äquator von Saturn geneigt, liegt also fast in der Äquatorebene des Planeten. Durch die niedrige Exzentrizität variiert die Bahn in der Entfernung zu Saturn um etwa 40 km.
Die Umlaufbahn des nächstinneren Mondes Mimas ist im Mittel etwa 8920 km vom Orbit von Methone entfernt, die Entfernung der Bahn des nächstäußeren Mondes Anthe beträgt im Mittel etwa 3260 km.
Methone umläuft Saturn in 1 Tag, 0 Stunden, 13 Minuten und 47,2 Sekunden. Sie benötigt für einen Umlauf 3 Stunden und 36,7 Minuten länger als der innere Nachbar Mimas. Die Umlaufbahn von Methone liegt von allen Monden im Sonnensystem am nächsten an einem irdischen Tag; sie legt in 24 Stunden eine Strecke von 356° zurück.
Methone befindet sich in einer 15:14-Bahnresonanz mit seinem unmittelbar nächstinneren Nachbarn Mimas mit einer 450-tägigen Librationszeit. Dadurch wird ihre Umlaufbahn von Mimas stark gestört. Der viel massigere Mimas verursacht durch seine Gravitation Abweichungen in der Methone-Bahn von etwa 20 km. Der Einfluss der Bahnresonanz führt auch dazu, dass sich Methone in 5° Länge auf ihrer Bahn vor und zurück bewegt. Die Exzentrizität variiert in bestimmten Zeitabständen zwischen 0,0011 und 0,0037, die Bahnneigung zwischen 0,003° und 0,020°.

### Methone-Ringbogen
Trotz der geringen Größe von Methone wurde vor und hinter dieser im September 2006 ein Ringsystem entdeckt. Dieses bildet jedoch kein um den Saturn geschlossenes System, sondern es erstreckt sich nur einige tausend Kilometer vor und hinter Methone und wandert mit diesem mit. Es wird angenommen, dass die Ringbögen von Methone und auch Anthe wahrscheinlich aus Material entstanden sind, die durch Mikrometeoriten aus diesen beiden Monden herausgeschlagen wurden und wegen der geringen Gravitation von den Monden aber nicht so stark angezogen werden, als dass sie auf die Oberfläche fallen und dort verbleiben (und den Mond vergrößern) könnten. Durch die gravitative Resonanz mit Mimas werden sie von diesem in ihrer Form gehalten; Mimas verhindert also, dass sich das Ringmaterial wie bei den anderen Saturnringen auf der ganzen Bahn verteilen und einen gleichförmigen Ring formen.

### Rotation
Die Rotationszeit ist gleich der Umlaufzeit und Methone weist damit, wie der Erdmond, eine synchrone Rotation auf, die sich somit ebenfalls binnen eines Tages, 0 Stunden, 13 Minuten und 47,2 Sekunden vollzieht. Die Rotationsachse ist 0° gegenüber der Umlaufbahn geneigt.

## Physikalische Eigenschaften

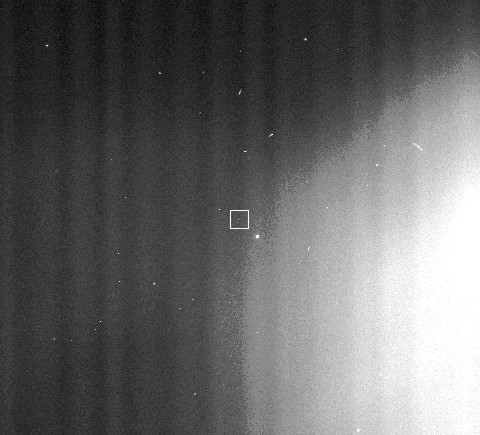
Methone neben überbelichtetem Saturn

Methone hat einen Durchmesser von etwa 3,2 km. Bei einer mittleren Dichte von 0,5 g/cm3 ergibt sich eine Masse von 8,9920 · 1012 kg. An ihrer Oberfläche beträgt die Schwerebeschleunigung 0,00023 m/s2, dies entspricht nur etwa 0,025 ‰ der irdischen.
Bislang gibt es zwei Theorien zur Entstehung der drei nahe beieinander liegenden Monde Methone, Anthe und Pallene: Erstens wurden sie von entweder Mimas oder Enceladus durch eine Kollision mit einem Kometen oder Asteroiden herausgebrochen, andererseits könnten alle diese fünf Monde sogar Rückstände eines größeren Schwarms sein, der in diese nahe Region von Saturn gewandert ist.

## Erforschung
Methone weist eine scheinbare Helligkeit von 25,0m auf, die 1:5.000.000.000 des Zentralplaneten beträgt. Methone wurde von bislang vier Raumsonden besucht, namentlich von den Vorbeiflugsonden Pioneer 11 am 1. September 1979, Voyager 1 am 12. November 1980 und Voyager 2 am 25. August 1981 und schließlich Cassini-Huygens. Allerdings konnte die Entdeckung durch die Voyager-Sonden nicht gesichert werden, da der Mond höchstwahrscheinlich auf nur einer einzigen Aufnahme von Voyager 2 vom 23. August 1981 zu sehen war. Der Abstand wurde damals auf etwa 200.000 km geschätzt und trifft daher auf Methone und Pallene zu.
Seit der Entdeckung 2004 konnten ihre Bahnparameter durch die Sonde Cassini, die seit dem 1. Juli 2004 den Saturn umkreist, präzisiert werden. Der nächste Vorbeiflug von Cassini ereignete sich am 9. September 2006, als die Sonde Methone in einer Entfernung von 12.272 km passierte. Bislang fand jedoch noch kein gezielter Vorbeiflug statt.